# Млади Американци
Млади Американци (енгл. Young Americans) америчка је тинејџерско-драмска телевизијска серија коју је створио Стив Остин за The WB. Спиноф је серије Досонов свет, а приказивана је као њена летња замена током 2000. године.

## Радња
Главни лик, Вил Крудски, представљен крајем треће сезоне серије Досонов свет, пријатељ је Пејсија Витера. Серија истражује теме забрањене љубави, морала, друштвених класа и родних улога.

## Улоге
| Глумац           | Улога            |
| ---------------- | ---------------- |
| Родни Скот       | Вил Крудски      |
| Марк Фамиљети    | Скаут Калхун     |
| Кетрин Мениг     | Џејк Прат        |
| Ијан Самерхолдер | Хамилтон Флеминг |
| Кејт Бозворт     | Бела Бенкс       |
| Ед Квин          | Фин              |